# UB-127号潜艇
陛下之UB-127号艇是德意志帝国海军于第一次世界大战期间建造的其中一艘UB-III型近岸潜艇或称U艇。它由不来梅的威悉船厂承建，于1918年4月27日新船下水，至同年6月1日交付使用。其全长55.85米，水面及水下排水量分别为512吨和643吨，艇载武器则包括五具500毫米鱼雷发射管以及一门105毫米口径甲板炮。UB-127号入役后曾被部署至驻威廉港的第一区舰队，并参与了大西洋潜艇战。但在仅有的一次巡逻期间，该艇未能击沉任何船舶，甚至自1918年9月起失踪。据推测，它极可能是在费尔岛以南的北海水雷阵内触雷沉没，艇内34名官兵全数阵亡。

## 设计
UB-127号是不来梅威悉船厂承建的UB-III型第三批次（UB-118至UB-132号）的十号艇，由德意志帝国海军潜艇监察局于1917年2月8日订购、同年7月17日动工，至1918年4月27日下水。其全长55.85米，舷宽5.80米。艇体采用双壳体结构，水面及水下排水量分别为512吨和643吨，浮起时的吃水深度为3.72米。由于无需像UC-II型艇那样提供水雷布设装置，设计工程师对潜艇舷弧进行了优化，增大了司令塔体积，配备两具潜望镜，司令塔与控制室之间增加一道水密舱壁。这些改进显著提高了潜艇的水下机动性和生存力。为了达到更高的航速，UB-127号采用两台科尔庭六缸四冲程525匹公制馬力（386千瓦特）柴油机用于水面运行，以及两台394匹公制馬力（290千瓦特）的西门子-舒克特电动发电机用于水下航行；水面最高航速13.9節（25.7每小時），水下7.6節（14.1每小時）；能够在水面以6節（11每小時）航速续航7,280海里（13,480），或以4節（7.4每小時）连续在水下航行50海里（93）而无需充电。
UB-127号的主武器为五具500毫米艇艏鱼雷发射管，其中艇艏四具采用层叠式布局分居两侧、艇艉一具，并可搭载合共10枚G6型鱼雷。辅助武器则是一门88毫米30倍径速射炮。其标准船员编制为3名军官加31名水兵。

## 服役历史
1918年6月1日，UB-127号在前UB-21号艇长、海军中尉瓦尔特·舍夫勒的指挥下正式入役，随即展开海试。完成海试后，该艇于8月31日被编入驻威廉港的第一区舰队，并参与了大西洋潜艇战，但未击沉任何船舶。9月4日，UB-127号启程前往英格兰周边海域执行首次巡逻，从此失踪，再未归航。据推测，它极可能于9月9日之后在费尔岛以南的北海水雷阵内触雷沉没，艇内34名官兵全数阵亡。

## 脚注
1. ↑  Rössler，第55頁.
2. 1 2  Helgason, Guðmundur. . German and Austrian U-boats of World War I - Kaiserliche Marine - Uboat.net.   [2009-02-13].
3. 1 2 3 4  Gröner 1991，第25-30頁.
4. 1 2  Helgason, Guðmundur. . German and Austrian U-boats of World War I - Kaiserliche Marine - Uboat.net.   [2015-03-11].
5. ↑  陈进，第239頁.
6. ↑  NARS，第59頁.